# Nam Sudan
Nam Sudan (tiếng Anh: South Sudan), quốc hiệu là Cộng hòa Nam Sudan, là quốc gia nội lục ở Đông Phi, nằm trên phần phía nam của Sudan trước đây. Thủ đô là thành phố Juba. Đất nước này có biên giới với Ethiopia ở phía đông, Kenya, Uganda và Cộng hòa Dân chủ Congo ở phía nam; Cộng hòa Trung Phi ở phía tây và phía bắc giáp với Sudan. Nam Sudan có dân cư chủ yếu là người Ả Rập và người châu Phi theo Hồi giáo. Lãnh thổ Nam Sudan bao gồm vùng đầm lầy Sudd rộng lớn mà nguyên và sông Nin Trắng, người dân địa phương gọi nơi này là "Bahr al-Jebel".
Tình trạng tự trị của khu vực là một điều kiện của Hiệp ước Hòa bình Toàn diện giữa Quân đội/Phong trào Giải phóng Nhân dân Sudan (SPLA/M) và Chính phủ Sudan, đại diện là Đảng Quốc đại để kết thúc Nội chiến Sudan lần 2. Xung đột này là cuộc nội chiến kéo dài nhất trong lịch sử châu Phi hiện đại.
Một cuộc trưng cầu dân ý về độc lập của Nam Sudan được tổ chức vào tháng 1 năm 2011, với kết quả 98,83% cử tri lựa chọn ly khai. Tổng thống Sudan Omar al-Bashir chấp nhận kết quả và ra một Sắc lệnh Cộng hòa phê chuẩn kết quả của cuộc trưng cầu dân ý. Nam Sudan tuyên bố độc lập vào ngày 9 tháng 7 năm 2011 và từ đó hình thành nên quốc gia non trẻ nhất tại châu Phi nói riêng cũng như thế giới nói chung.

## Lịch sử
Có khá ít tài liệu về lịch sử của các tỉnh miền Nam của Sudan cho đến khi người Ai Cập bắt đầu cai trị Bắc Sudan vào đầu những năm 1820 và sau đó tiếp tục vươn về phía nam. Các thông tin trước thời kỳ này phần lớn là qua truyền miệng. Theo truyền thống tín ngưỡng của người dân Nam Sudan, các dân tộc Nin như Dinka, Nuer, Shilluk, và các dân tộc khác đã lần đầu tiến vào nam Sudan trong khoảng thế kỷ X. Trong thời kỳ từ thế kỷ XV đến thế kỷ XIX, các bộ tộc di trú mà phần lớn trong đó đến từ khu vực Bahr el Ghazal đã đến địa bàn nam Sudan hiện nay. Người Azande vốn không thuộc nhóm các dân tộc Nin, đã đến nam Sudan vào thế kỷ XVI và sau đó lập nên một nhà nước lớn nhất tại đây. Người Azande hiện là dân tộc đông dân thứ ba tại Nam Sudan. Họ sống tại các quận Maridi, Yambio và Tambura ở vành đai rừng mưa nhiệt đới thuộc miền tây Equatoria và Bahr el Ghazal. Vào thế kỷ XVIII, người Avungara đã di cư đến và họ đã nhanh chóng áp đặt quyền lực của mình lên người Azande. Sức mạnh của người Avungara đã được duy trì vững chắc cho đến khi Đế quốc Anh xuất hiện tại khu vực vào cuối thế kỷ XIX. Các chướng ngại địa lý đã khiến cho Hồi giáo đã không thể lan truyền được xuống miền nam và người dân nam Sudan vẫn giữ được các di sản xã hội và văn hóa cũng như thể chế chính quyền và tôn giáo của mình.
Người Azande đã có quan hệ khá khó khăn với các dân tộc láng giềng có tên là Moro, Mundu, Pöjulu và các nhóm nhỏ tại Bahr el Ghazal vì chính sách bành trướng của Vua Gbudwe trong thế kỷ XVIII. Người Azande cũng đã từng phải chiến đấu với người Pháp và Bỉ và Mahdist để bảo toàn nền độc lập của mình. Ai Cập dưới sự trị vì của Khedive Isma'il Pasha, đã lần đầu tiên cố gắng thuộc địa hóa khu vực vào những năm 1870, và sau đó lập nên tỉnh Equatoria ở phần phía nam. Thống sứ Ai Cập đầu tiên là Samuel Baker, được ủy quyền năm 1869, tiếp theo sau là Charles George Gordon năm 1874 và Emin Pasha vào năm 1878. Khởi nghĩa Mahdist trong những năm 1880 đã làm mất ổn định tỉnh mới thành lập này, và Equatoria trên thực tế đã không còn là một tiền đồn của Ai Cập từ năm 1889. Các điểm định cư quan trọng tại Equatoria gồm có Lado, Gondokoro, Dufile và Wadelai. Năm 1947, Anh Quốc đã hy vọng sáp nhập phần phía nam của Sudan với Uganda nhưng đã không thành công tại Hội nghị Juba, hội nghị này đã hợp nhất hai miền bắc và nam Sudan.
Nam Sudan đã chịu sự ảnh hưởng tiêu cực từ hai cuộc nội chiến từ khi Sudan giành được độc lập – Chính phủ Sudan đã giao tranh với quân nổi dậy người Anyanya từ 1955 đến 1972 trong Nội chiến Sudan lần 1 và sau đó là với Quân đội/Phong trào Giải phóng Nhân dân Sudan (SPLA/M) trong Nội chiến Sudan lần 2 suốt 21 năm kể từ khi SPLA/M được thành lập vào năm 1983. Hậu quả của nội chiến là cơ sở hạ tầng không những không được phát triển mà còn bị phá hủy hay di dời. Hơn 2,5 triệu người đã chết và hơn 5 triệu người phải đi lánh nạn ở nước ngoài trong khi những người khác tị nạn ngay trong nước, họ trở thành những người tị nạn do nội chiến và những ảnh hưởng của nó. Nam Sudan chủ yếu là nông thôn và nông nghiệp là kế sinh nhai chủ yếu. Bắt đầu năm 2005, kinh tế đã bắt đầu một sự chuyển biến từ chủ yếu là nông thôn sang phát triển các khu vực thành thị.

## Địa lý
Nam Sudan được bao phủ bởi những cánh rừng nhiệt đới, đầm lầy và đồng cỏ. Sông Nin Trắng chảy dọc theo đất nước và nằm sát bên thủ đô Juba. Nam Sudan là khu vực được bảo vệ vì nước này là nơi có số động vật hoang dã di trú lớn thứ hai trên thế giới. Các khảo sát đã phát hiện ra Công viên quốc gia Boma, ở biên giới phía tây giáp với Ethiopia, cũng như khu vực đầm lầy Sudd và Công viên quốc gia Miền Nam gần biên giới với CHDC Congo, là môi trường sống cho một số lượng lớn linh dương sừng cong, linh dương châu Phi, linh dương topi, trâu, hươu cao cổ, voi và sư tử. Các khu rừng tại Nam Sudan cũng là môi trường sinh sống của linh dương Bongo, lợn rừng khổng lồ, lợn sông đỏ, voi rừng, tinh tinh, và khỉ hoang. Các nghiên cứu bắt đầu năm 2005 do Hội Bảo tồn động vật hoang dã (WCS)cộng tác với chính phủ khu tự trị Miền Nam Sudan đã khám phá nhiều điều có ý nghĩa, việc suy giảm số lượng động vật hoang dã là có thực, nhưng đáng kinh ngạc là số linh dương di trú lên tới 1,3 triệu con ở phía đông nam vẫn chưa hề bị tách động.
Theo WWF, có một số vùng sinh thái trên khắp Miền Nam Sudan: Thảo nguyên Đông Sudan, Thảm rừng-tháo nguyên Bắc Congo, Đồng cỏ ngập nước Sahara (Sudd), Thảo nguyên cây Keo Sahelia, Rừng núi Đông Phi, và Đất hoang và cây bụi Keo-Mộc dược Miền Bắc.

## Chính trị

### Ngoại giao
Sau khi Nam Sudan giành được độc lập, mối quan hệ giữa nước này và Sudan đã thay đổi. Tổng thống Omar al-Bashir ban đầu tuyến bố vào tháng 1 năm 2011 rằng người dân sẽ có thể sở hữu quốc tịch kép của miền Bắc và miền Nam, song ông đã rút lại đề nghị nay sau khi Nam Sudan độc lập. Ông cũng đề nghị một liên minh theo mô hình EU. Essam Sharaf, người giữ chức Thủ tướng Ai Cập sau Cách mạng Ai Cập 2011, đã thực hiện chuyến thăm ngoại giao đầu tiên của mình đến Khartoum và Juba để chuẩn bị cho sự ly khai của Nam Sudan. Israel đã nhanh chóng công nhận Nam Sudan là một quốc gia độc lập, Israel cũng là quốc gia đang có hàng nghìn người tị nạn đến từ Nam Sudan, những người này phải đối mặt với nguy cơ bị trục xuất về quê hương của họ.
Nam Sudan là một nhà nước thành viên của Liên Hợp Quốc, Liên minh châu Phi, và Thị trường chung Đông và Nam Phi. Nam Sudan cũng có kế hoạch để gia nhập vào Khối Thịnh vượng chung, Cộng đồng Đông Phi, Quỹ Tiền tệ Quốc tế, và Ngân hàng Thế giới. Việc trở thành thành viên đầy đủ của Liên đoàn Ả Rập được đảm bảo, song nước này cũng có thể lựa chọn tham gia với tư cách quan sát viên.. Nam Sudan cũng đã được kết nạp vào UNESCO ngày 3 tháng 11 năm 2011 Ngày 25 tháng 11 năm 2011, Nam Sudan chính thức gia nhập vào Cơ quan Liên chính phủ về Phát triển, một tổ chức khu vực của các nước Đông Phi.

### Phân cấp hành chính

10 bang của Nam Sudan

Hiệp ước Hòa bình Toàn diện xác định Nam Sudan là khu vực gồm 3 tỉnh (Bahr el Ghazal, Equatoria, và Đại Thượng Nin) cấu thành Khu tự trị Nam Sudan, và không đề cập đến Dãy núi Nuba, Abyei và Nin xanh. Bang Dãy núi Nuba (đầy đủ là Nam Kurdufan) và Bang Nin Xanh sẽ cần đến việc tổ chức "hỏi ý kiến nhân dân".
Hiện tại, Nam Sudan được chia thành 10 bang:
- Bahr el Ghazal
  - Tây Bahr el Ghazal
  - Bắc Bahr el Ghazal
  - Warrap
  - Lakes
- Equatoria
  - Đông Equatoria
  - Trung Equatoria
  - Tây Equatoria
- Đại Thượng Nin
  - Jonglei
  - Unity
  - Thượng Nin

Mười bang này được chia tiếp thành 86 quận

## Kinh tế
Sudan xuất khẩu gỗ vào thị trường quốc tế. Một số các tiểu bang với các teaks tốt nhất được biết đến và cây gỗ tự nhiên cho Tây xích đạo và CentOne của các đặc điểm tự nhiên của Nam Sudan là sông Nile sông có nhiều nhánh sông có nguồn trong nước. Khu vực này cũng chứa nhiều nguồn tài nguyên thiên nhiên như dầu khí, quặng sắt, đồng, quặng crôm, kẽm, wolfram, mica, bạc, vàng, và thủy điện. Nền kinh tế của đất nước, cũng như ở nhiều nước đang phát triển khác, là phụ thuộc nhiều vào nông nghiệp. Một số sản phẩm nông nghiệp bao gồm bông, lạc (đậu phộng), lúa miến, kê, lúa mì, Ả Rập kẹo cao su, mía, sắn (bột sắn), xoài, đu đủ, chuối, khoai lang, và mè. Ở Trung xích đạo một số đồn điền gỗ tếch Kegulu, lâu đời nhất trữ lượng rừng trồng là Kawale, Lijo, loka Tây và Nuni. Tây xích đạo tài nguyên gỗ bao gồm Mvuba cây tại Zamoi.

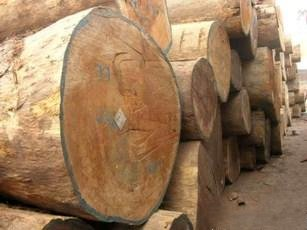
Loka là đồn điền trồng gỗ tếch lớn nhất tại châu Phi.

Nam Sudan là một nước xuất khẩu gỗ trên thị trường quốc tế. Bang được biết đến với gỗ tếch và các cây gỗ tự nhiên là Tây Equatoria và sông Nin với nhiều phụ lưu của nó cung cấp một con đường vận chuyển thuận tiện. Khu vực này cũng bao gồm các nguồn tài nguyên thiên nhiên khác như dầu mỏ, quặng sắt, đồng, quặng crôm, kẽm, wolfram, mica, bạc, vàng, và thủy điện. Cũng như các nước đang phát triển khác, kinh tế Nam Sudan phụ thuộc nhiều vào nông nghiệp. Một số loại nông sản là bông, lạc, lúa miến, kê, lúa mì, gôm Ả Rập, mía đường, sắn, xoài, đu đủ, chuối, khoai lang, và vừng. Tại bang Trung Equatoria có một số đồn điền trồng gỗ tếch tại Kegulu.

### Dầu mỏ
Nam Sudan chiếm 85% sản lượng dầu mỏ của cả Sudan. Thu nhập từ dầu mỏ theo Hiệp ước Hòa bình Toàn diện (Comprehensive Peace Agreement-CPA), đã được chia đều trong thời gian hiệp ước có hiệu lực. Thu nhập từ dầu mỏ đóng góp tới 98% ngân sách của chính phủ Nam Sudan. Dầu mỏ và các tài nguyên khoáng sản khác có thể tìm thấy trên khắp Nam Sudan, nhưng Bentiu đặc biệt được biết tới là nơi giàu dầu mỏ, trong khi Jonglei, Warap và bang Lakes có dự trữ tiềm năng.
Trong những năm gần đây, một lượng đáng kể các mỏ dầu với vốn ngoại quốc đã bắt đầu khoan lỗ tại Nam Sudan, làm tăng vị thế địa thế chính trị của khu vực. Máng dầu 1, 2, và 4 do một tập đoàn xuyên quốc gia quản lý là Công ty Kinh doanh Dầu mỏ Đại Nin (Greater Nile Petroleum Operating Company) (GNPOC). GNPOC gồm có các nhà đầu tư sau: Tập đoàn Dầu mỏ Quốc gia Trung Quốc (China National Petroleum Corporation) (CNPC), với 40% cổ phần; Petronas (Malaysia), với 30%; Tập đoàn Dầu và Khí thiên nhiên (Oil and Natural Gas Corporation) (Ấn Độ), với 25%; và Sudapet chính quyền trung ương Sudan trước đây với 5%.
Các máng dầu khác ở miền Nam là máng 3 và 7 tại Đông Thượng Nin. Các máng dầu này do Petrodar kiểm soát với 41% thuộc CNPC, 40% của Petronas, 8% của Sudapet, 6% của Sinopec và 5% của Al Thani.
Các máng dầu chính khác ở miền Nam, chính quyền Khartoum gọi là Máng B, được trao cho một số nhà đầu tư. Total của Pháp đã công bố là họ được nhượng quyền khai thác trên một máng dầu rộng 90.000 km² vào những năm 1980 nhưng kể từ đó các hoạt động chỉ giới hạn do vũ lực. Nhiều đơn vị khác nhau của Quân đội/Phong trào Giải phóng Nhân dân Sudan SPLM/A đã tranh giành nhau kiểm soát các máng dầu và các lực lượng thân Naivasha đã bị loại bỏ khi lãnh đạo SPLM/A Dr. John Garang de Mabior mất quyền lực.

## Nhân khẩu

### Ngôn ngữ
Nam Sudan gồm trên 200 dân tộc và cùng với vùng đồi Nuba lân cận là một trong ba khu vực đa dạng về ngôn ngữ nhất tại châu Phi. Tuy nhiên, nhiều ngôn ngữ được rất ít người sử dụng, chỉ khoảng vài nghìn người.
Ngôn ngữ chính thức duy nhất của Nam Sudan là tiếng Anh). Tiếng Ả Rập thông tục cũng được sử dụng rộng rãi và tiếng Ả Rập Juba, một loại tiếng bồi được sử dụng xung quanh thủ đô. Ngôn ngữ bản địa có nhiều người sử dụng nhất là Dinka, với khoảng 2–3 triệu. Dinka là một ngôn ngữ Tây Nin; có quan hệ gần gũi với ngôn ngữ có nhiều người sử dụng thứ hai là Tiếng Nuer, và xa hơn là Tiếng Shilluk. Các ngôn ngữ Đông Nin chính gồm Tiếng Bari và Tiếng Otuho. Ngoài Ngữ hệ Nin, Tiếng Zande là ngôn ngữ có số người sử dụng đông thứ ba tại đất nước và thuộc Nhóm ngôn ngữ Ubangi. Tiếng Jur Modo thuộc Ngữ hệ Bongo-Bagirmi.

### Dân cư

#### Điều tra 2008
"Điều tra Dân số và Nhà ở lần thứ năm của Sudan", được thực hiện khi Sudan còn toàn vẹn, đã được tổ chức vào tháng 4 năm 2008. Tuy nhiên kết quả thống kê về Nam Sudan không được chính quyền Nam Sudan chấp nhận vì theo họ "Cục Thống kê Trung ương tở Khartoum đã từ chối chia sẻ số liệu thống kê dạng thô về đất nước Sudan với trung tâm điều tra, thống kê và đáng giá Nam Sudan." Cuộc điều tra này cho thấy dân số Nam Sudan là 8,26 triệu người, Tuy nhiên, Tổng thống Salva Kiir đã "nghi ngờ con số đã bị làm giảm đi ở một vài khu vực và được làm cho tăng lên ở một số khu vực khác", và cuối cùng đã "không chấp nhận" kết quả." Ông cũng tuyên bố rằng dân số Nam Sudan thực ra chiếm một phần ba dân số Sudan, trong khi cuộc điều tra chỉ là 22%. Nhiều người Nam Sudan cũng nói rằng họ đã không được thống kê "do thời tiết xấu, phương tiện thông tin và giao thông thiếu, và một số khu vực đã không thể tiếp cận, trong khi đó nhiều người Nam Sudan vẫn đang sống lưu vong tại các nước làng giềng, dẫn tới 'các kết quả không thể được chấp nhận', theo nhà đương cục Nam Sudan." Cố vấn trưởng người Mỹ của cuộc điều tra tại miền nam nói rằng phạm vi điều tra chỉ vươn tới 89% dân số.

#### Điều tra 2009
Năm 2009 Sudan bắt đầu tiến hành một cuộc điều tra mới để phục vụ cho Trưng cầu dân ý miền Nam Sudan năm 2011, và được nói là cũng bao gồm người Nam Sudan lưu vong. Tuy nhiên sáng kiến này đã bị chỉ trích khi chỉ điều tra những nước có ít người Sudan lưu vong sinh sống mà bỏ qua những nước có số lượng lớn. Ngoài nhưng người sống lưu vong, có khoảng 1,5 triệu người Nam Sudan hiện đang cư trú tại thủ đô Khartoum của Sudan có ý định hồi hương sau khi độc lập.

### Tôn giáo
Tôn giáo tại Nam Sudan (2010)
Theo một số học giả và Bộ Ngoại giao Hoa Kỳ, phần lớn người Nam Sudan vẫn duy trì các tín ngưỡng truyền thống/bản địa và tín đồ Công giáo là thiểu số (mặc dù có ảnh hưởng). Tuy nhiên, một vài tổ hợp truyền thông đưa tin rằng đa số là người Công giáo và Giáo hội Tân giáo Hoa Kỳ tuyên bố có một số lượng lớn là tín đồ của Cộng đồng Anh giáo (Anglican Communion) do Giáo hội Tân giáo Sudan quản lý: 2 triệu thành viên năm 2005, 4 triệu, hay một nửa dân số vào năm 2011. Tín ngưỡng thuyết vật linh hiện được cho là hòa trộn với niềm tin Thiên Chúa.
Theo Đơn vị Nghiên cứu Liên bang của Thư viện Quốc hội Mỹ: "Đầu thập kỷ 1990 có thể không hơn 10% dân số nam Sudan là tín đồ Thiên Chúa giáo".. Trong những năm gần đây, Giáo hội Công giáo được phát triển và được coi là để đối chọi với người Ả Rập và người Phi theo Hồi giáo ở miền bắc; Tuy nhiên, điều này là đặc trưng tiêu biểu cho nạn phân biệt chủng tộc, đúng hơn là ngược đãi tôn giáo giữa người Ả Rập chiếm đa số ở miền Bắc và người châu Phi da đen ở miền nam..

### Chính phủ Nam Sudan
- Government of Southern Sudan Lưu trữ ngày 25 tháng 12 năm 2015 tại Wayback Machine
- Government of Southern Sudan – USA and UN Mission
- Government of Southern Sudan – UK Mission Lưu trữ ngày 2 tháng 2 năm 2011 tại Wayback Machine
- Southern Sudan Legislative Assembly Lưu trữ ngày 17 tháng 11 năm 2012 tại Wayback Machine

### Các đảng phái chính trị
- SPLM Official Site
- South Sudan Liberal Party Official Site
- HELP Sudan International Lưu trữ ngày 13 tháng 4 năm 2009 tại Wayback Machine